# Despoti
Despoti (fra græsk: δεσποτεία, despoteia, voldsherredømme) er en styreform baseret på frygt og uindskrænket, vilkårlig magtudfoldelse. Magthaverne skræmmer ved trusler om straf borgerne til at underordne sig.
Montesquieu sagde om despoti: "Det er umuligt at tale om disse monstrøse regeringer uden at føle rædsel." 
Montesquieu mente, at forskellen mellem monarki og despoti er, at i monarkiet styrer en konge ud fra fastlagte, vedtagne love; hvorimod en despot styrer ud fra sine egne indfald og påfund. 